# 诺阿·莱内
诺阿·莱内（2002年11月22日—）出生於芬蘭，馬來西亞國家足球隊成員，現效力马来西亚足球超級聯賽球隊雪兰莪。

## 外部連結
- Soccerway資料庫：诺阿·莱内